# بادشاه بیگم
بادشاه بیگم، (تولد ۱۷۰۳ – مرگ ۴ دسامبر ۱۷۸۹) ملکه همسر و ملکه ارشد محمد شاه، امپراتور گورکانی بود. او پس از ازدواج با محمد شاه به مقام عالیرتبه پادشاه بیگم و ملکه زمانی مشهور شد و این مقام‌ها را همسرش به او داد.
بادشاه بیگم دخترعموی همسرش بود. وی دختر امپراتور فرخ‌سیر از همسرش گوهرنساء بیگم بود به همین دلیل از هنگام تولد شاهدختی مغل بود. وی در دوران همسرش محمدشاه گورکانی نفوذ سیاسی عمده‌ای در دربار مغول داشت و بانفوذترین و محبوبترین همسر وی بود. همچنین بخاطر تأثیرات و تلاش‌های او بود که ناپسرس‌اش احمد شاه بهادر توانست به سلطنت برسد و او در زمان سلطنت ناپسری‌اش همواره در مقام برجسته پادشاه بیگم ماند و همواره مسئولیت کاخ و حرم شاهنشاهی شخصاً برعهده اش بود و به عنوان یک نوع ملکه مادر در نزده درباریان و مردم مورد احترام و تقدیر شد.

## خانواده و نسب
بادشاه بیگم در زمان سلطنت پدربزرگ پدربزرگش اورنگ زیب در حدود سال ۱۷۰۳ متولد شد. او دختر فرخ‌سیر امپراتور بعدی مغول و همسر اول او، گوهرنساء بیگم بود. فرخ‌سیر پسر دوم شاهزاده عظیم‌الشان بود که از همسرش صاحب‌نیسوان بیگم متولد شد. عظیم‌الشان خود پسر دوم امپراتور هفتم مغول بهادر شاه اول بود.
مادر بادشاه بیگم، گوهرنساء بیگم (معروف به فخرالنساء بیگم)، دختر سعادت خان، یک نجیب‌زاده مغول با اصالت ترک بود، که در زمان سلطمت فرخ‌سیر، میر آتیش (رئیس توپخانه) بود. بادشاه بیگم که یک شاهزاده خانم مغول بود، دارای تحصیلات والایی بود، و بسیار باهوش و در ظریف حکمرانی و دیپلماسی را به خوبی آموزش دیده بود.

## ازدواج
محمدشاه در سال ۱۷۱۹ به سلطنت پیوست و پسر شاهزاده جهان شاه، پسر کوچک امپراتور بهادر شاه اول بود و برادر ناتنی کوچکتر پدر امپراتور فرخ‌سیر، شاهزاده عظیم‌الشان بود. بادشاه بیگم، دختر عموی اول شوهرش از طریق پدر بود. وی در ۸ دسامبر ۱۷۲۱ در دهلی با محمدشاه ازدواج کرد. این ازدواج در یک مراسم بسیار باشکوه و پرزرق و برق که بیش از یک هفته طول کشید برگزار می‌شد. بر این اساس، بسیاری از افسران لاک‌های روپیه ارائه دادند و همه لباس افتخار و جواهرات و افزایش حقوق دریافت کردند. پس از ازدواج، به بادشاه بیگم لقب ملکه‌الزمانی ("ملکه عصر") اعطا شد که توسط آن در بین مردم بسیار پ مشهور است و بیشتر از، عنوان والای پادشاه بیگم مورد استفاده قرار می‌گرفت. بادشاه بیگم و شوهرش، پسر اول خودشان، شهریار شاه بهادر را که در کودکی درگذشت، به دنیا آورد. پس از آن، او بدون فرزند ماند.

### ملکه
بادشاه بیگم زنی بسیار قدرتمند و تأثیرگذاری بود. او به حل و فصل جنبه‌های مختلف و شاخه‌های مهم مدیریت دولت و حکومت بسیار زیاد علاقه‌مند بود و در امورات با اهمیت روزانه نقش بسیار فعال داشت. او که محبوب و همسر اصلی پادشاه بود، در بین همسران وی تأثیرگذارترین و بانفوذترین بود و نظرات خودش را در مورد او به آسانی اعمال می‌کرد. محمد شاه بعداً به یک دختر رقصنده، اودهم بای، زنی بدون هیچ گونه اصل و نسب و کاملاً از طبقه بی‌نام و نشون و بردگان علاقمند شد، و او را به همسری درآورد، هرچند که بادشاه بیگم محبوب اصلی و همیشگی شوهرش باقی ماند و نفوذ سیاسی خود را تا پایان سلطنت او اعمال می‌کرد. این ازدواج با اودهم بای منجر به تولد پسری به نام احمد شاه بهادر شد. این پسر توسط ملکه بزرگ شده‌است نه مادرش اودهم بای، و بادشاه او را با عشق خود بزرگ کرد، گویی که پسر خودش است. او احمد را بسیار دوست داشت و او به دلیل تلاشهایش بزرگ شد تا بر تخت سلطنت بنشیند. بعداً، بادشاه بیگم همچنین دختر احمد شاه، محترم‌النسا را تربیت کرد.
بادشاه بیگم راه اندازی قصرهای بسیار زیبا در جامو و به سبک معمولی مغول، پایه‌های باغ‌های تفریحی در ساحل رودخانه تاوی را بنا نهاد.

## ملکه مادر
در آوریل ۱۷۴۸، محمد شاه درگذشت. بادشاه بیگم، خبر مرگ‌شوهرش را پنهان کرد وبه همه دستور داد که دهانشان را ببندند، او پیام‌هایی را برای پسر ناتنی‌اش احمد که با صفدر جنگ، در نزدیکی پانی‌پات در اردوگاه بود فرستاد تا به دهلی برگردد و ادعای تاج و تخت کند. به توصیه صفدر جنگ، وی در پانی‌پات بر تخت سلطنت نشست و چند روز بعد به دهلی بازگشت. بادشاه بیگم، حتی پس از مرگ شوهرش، به عنوان یک ملکه مادر بسیار زیاد مورد احترام دربار، مردم و ارتش و کل اشراف بود. او همچنان از عنوان والای پادشاه بیگم برخودار بود. با وجود همه مهر و محبتی که به احمد شاه داشت، اما او بیشتر به مادر واقعی خود اودهم بای (ملقب به قدیسه بیگم) ارادت داشت و تأثیر قدیسه از بادشاه بر روی احمد بیشتر بود، که گفته می‌شود قدیسه زنی بسیار فاسد و بی رحم است و از ضعف و سادگی و هوس‌بازی بیش از حد پسرش برای حکومت کردن استفاده کرده‌است.
در فوریه ۱۷۵۶، دخترناتنی ۱۶ ساله بادشاه بیگم، شاهزاده‌خانم حضرت بیگم، به دلیل زیبایی بی‌نظیر و فوقالعاده‌اش چنان مشهور شد که عالمگیر دوم امپراتور مغول، که در آن زمان حدود شصت سال داشت، با اعمال فشارها و تهدیدهای ناراحت‌کننده صاحب‌محل و نامادری شاهزاده خانم، بادشاه بیگم را زیر فشار قرار داد، تا دست حضرت بیگم به دست او بدهد. شاهزاده خانم مرگ با از دست دادن سرش بر ازدواج با یک پیرمرد کور قدیمی شصت ساله ترجیح داد و علمگیر دوم موفق به ازدواج با او نشد.

### نقش در حمله افغان‌ها
در آوریل ۱۷۵۷، احمد شاه درانی، پادشاه درانی، پس از فتح پایتخت شاهنشاهی گورکانی، دهلی نو، خواستار ازدواج با دخترخوانده ۱۶ ساله بسیار زیبای بادشاه پادشاه بیگم، شاهزاده‌خانم حضرت بیگم شد. بادشاه بیگم بار دیگر در برابر واگذاری مسئولیت مناقصه او به یک افغان سخت در سن پدربزرگش بود مقاومت کرد، اما احمد شاه در ۵ آوریل ۱۷۵۷ در دهلی به زور با حضرت بیگم ازدواج کرد. احمد شاه پس از جشن‌های عروسی، همسر جوان خود را به محل تولد خود افغانستان برد. عروس گریان با همراهی بادشاه بیگم، مادرش صاحب محل و چند خانم مهم دیگر از حرمسرای سلطنتی بود.
در جریان اشغال دهلی توسط افغان‌ها، که از ۱۸ جولای تا ۲ اکتبر ۱۷۸۸ به مدت دو ماه و نیم به طول انجامید، جهنم بر احمد شاه بهادر و خانواده شاهنشاهی گشود. احمد در ۳۰ ژوئیه ۱۷۸۸ از سلطنت خلع شد و ده روز بعد نابینا شد. غلام قدیر شاهزاده بیدار بخت، پسر احمد شاه، شاهنشاه سابق را از زندان شاهنشاهی بیرون آورد و او را به عنوان شاهنشاه عروسکی جدید با عنوان جهان شاه انتخاب کرد. گفته می‌شود که وی ۱۲ لاک روپیه از بادشاه بیگم دریافت کرده‌است تا انتقام خود را از شاه عالم دوم که پدرش علمگیر دوم با برکناری و کور کردن احمد شاه، تخت سلطنت را تأمین کرده بود، بدست آورد. با این حال، ۴ ماه بعد، خانواده سلطنتی مغول توسط ارتشهای ماراتا به رهبری مهادجی شیند که به تازگی دهلی را از غلام قدیر و ارتش او اسیر کرده بودند، از اسارت آزاد شدند.

## مرگ
بادشاه بیگم در سال ۱۷۸۹ در دهلی درگذشت و در باغ سی هزار به خاک سپرده شد. این باغ توسط شاه جهان امپراتور مغول در زمان سلطنت خود به دستورات وی تهیه شده بود. دختر امپراتور اورنگ‌زیب، شاهزاده خانم زینت‌النسا بیگم، نیز پس از مرگ در سال ۱۷۲۱ در سی هزاره باغ به خاک سپرده شد.